# Donnie Murphy
Donnie Rex Murphy (né le 10 mars 1983 à Lakewood, Californie, États-Unis) est un joueur de champ intérieur des Ligues majeures de baseball. Il est présentement sous contrat avec les Braves d'Atlanta.
Il joue aux positions de deuxième but, troisième but et arrêt-court.

## Carrière
Donnie Murphy évolue pour les Royals de Kansas City en 2004 et 2005, pour les Athletics d'Oakland en 2007 et 2008, pour les Marlins de Miami pendant 3 saisons, de 2010 à 2012, puis pour les Cubs de Chicago en 2013. Il est réserviste à diverses positions de l'avant-champ et n'a jamais joué plus de matchs en une saison que son année de 52 parties pour les Marlins en 2012.
Le 26 mars 2014, Murphy est réclamé au ballottage par les Rangers du Texas. Il ne frappe que pour ,196 en 45 parties des Rangers en 2014. Il fait un bref passage dans l'organisation des Reds de Cincinnati, ne jouant que pour leur club-école de Louisville, avant d'être mis sous contrat par les Braves d'Atlanta le 16 août 2014.